# Carlo Aliprandi
Carlo Aliprandi (Valleggia di Quiliano, 11 ottobre 1924 – Fontanelle di Boves, 8 maggio 2003) è stato un vescovo cattolico italiano.

## Biografia
Nacque a Valleggia, frazione di Quiliano, in provincia di Savona e diocesi di Savona e Noli, l'11 ottobre 1924.

### Formazione e ministero sacerdotale
Il 22 maggio 1948 fu ordinato presbitero.
Si laureò in filosofia e divenne insegnante al seminario di Savona, a questo incarico si aggiunse anche quello di direttore spirituale.

### Ministero episcopale
Il 3 settembre 1971 papa Paolo VI lo nominò vescovo di Cuneo; succedette a Guido Tonetti, deceduto il 3 giugno 1971. Il 6 ottobre successivo fu ricevuto in udienza dal presidente della Repubblica Italiana Giuseppe Saragat per prestare il giuramento previsto dal concordato allora in vigore. Il 24 ottobre ricevette l'ordinazione episcopale, nella cattedrale di Nostra Signora Assunta a Savona, dal vescovo Giovanni Battista Parodi, co-consacranti i vescovi Angelo Raimondo Verardo e Lorenzo Vivaldo. Il 4 novembre seguente prese possesso della diocesi di Cuneo.
Nel 1972 creò lo studio teologico interdiocesano con gli altri vescovi del Piemonte.
Nel 1993 insieme alle cinque diocesi della provincia di Cuneo aprì il IV sinodo diocesano che si concluse nel novembre 1998.
Il 1º febbraio 1999 papa Giovanni Paolo II accolse la sua rinuncia al governo pastorale della diocesi di Cuneo, che contestualmente fu unita in persona episcopi a quella di Fossano; gli succedette pertanto Natalino Pescarolo, vescovo di Fossano.
Si ritirò nella casa del clero di Fontanelle di Boves, dove morì l'8 maggio 2003. Fu sepolto nella cattedrale di Cuneo.

## Genealogia episcopale
La genealogia episcopale è:
- Cardinale Scipione Rebiba
- Cardinale Giulio Antonio Santori
- Cardinale Girolamo Bernerio, O.P.
- Arcivescovo Galeazzo Sanvitale
- Cardinale Ludovico Ludovisi
- Cardinale Luigi Caetani
- Cardinale Ulderico Carpegna
- Cardinale Paluzzo Paluzzi Altieri degli Albertoni
- Papa Benedetto XIII
- Papa Benedetto XIV
- Papa Clemente XIII
- Cardinale Marcantonio Colonna
- Cardinale Giacinto Sigismondo Gerdil, B.
- Cardinale Giulio Maria della Somaglia
- Cardinale Carlo Odescalchi, S.I.
- Cardinale Costantino Patrizi Naro
- Cardinale Lucido Maria Parocchi
- Papa Pio X
- Papa Benedetto XV
- Papa Pio XII
- Cardinale Giuseppe Pizzardo
- Vescovo Giovanni Battista Parodi
- Vescovo Carlo Aliprandi

## Opere

### Lettere pastorali
- Il tuo volto Signore io cerco, 1990
- Annunziate di giorno in giorno la sua salvezza. Evangelizzazione, prima testimonianza di carità, 1992
- L'accoglienza in Cristo via maestra dell'evangelizzazione. Accoglietevi gli uni gli altri come Cristo accolse voi per la gloria di Dio, 1994
- La famiglia via della chiesa per l'annuncio del Vangelo,  1995
- Il senso della preghiera nell'annuncio del Vangelo, 1996
- Perché Cristo sia tutto in tutti, 1997

### Altre opere
- Carlo Aliprandi, Per una nuova cultura della vita, Subalpina, 1988.
- Carlo Aliprandi, Annuncerò la salvezza del Signore : tracce del magistero episcopale di Monsignor Carlo Aliprandi, La Guida, 2005.
- Carlo Aliprandi, Cristianesimo coerente, Esperienze, 1978.